# Sotoportego

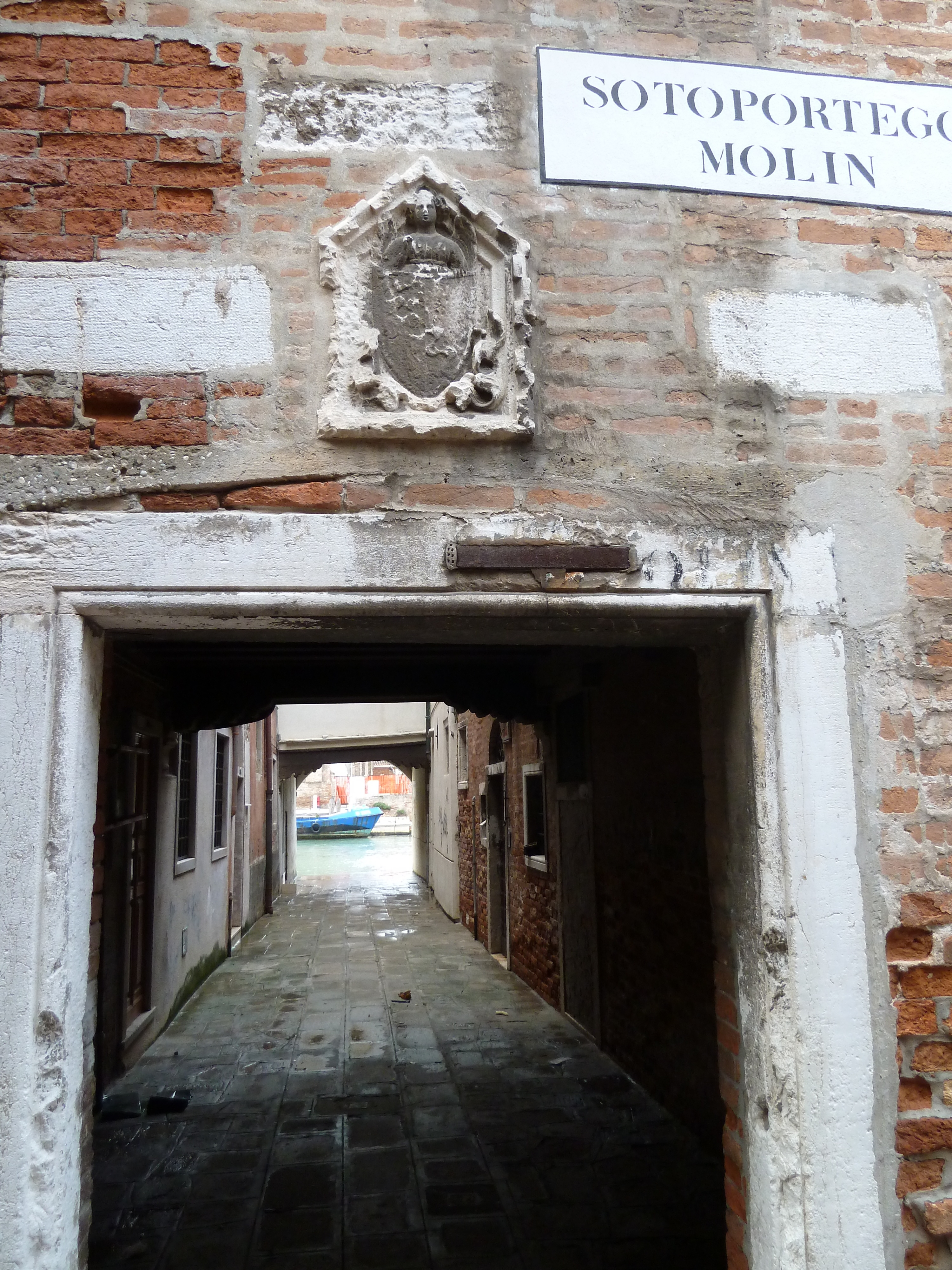
Sotoportego molin.

Un sotoportego ou sottoportego, dénommé également sottoportico ou sottovolto (littéralement sotto porticato, « sous le portique » ou sotto volto, « sous la voûte ») est un passage public traversant des édifices privés de Venise et qui met en communication les « calli (it) » (ruelles vénitiennes), les « campielli » (petites places typiques) et les « corti (it) » (cours avec une seule entrée). Ce passage couvert pour les piétons, généralement au plafond bas, est un élément caractéristique de l'urbanisme de cette ville : les autorités vénitiennes imposaient aux propriétaires privés de laisser ce type de passage mais ces derniers avaient le droit de le faire aussi étroit que possible, les plus aisés pouvant faire réaliser des sotoportegi plus importants, signes ostentatoires de richesse.
Le plus bas de Venise est le sotoportego Zurlin à Castello.
Le sotoportego peut également n'être fermé que sur l'un de ses côtés latéraux, lorsqu'il longe les maisons qui bordent la rive d'un rio (it) par exemple. 

## Galerie

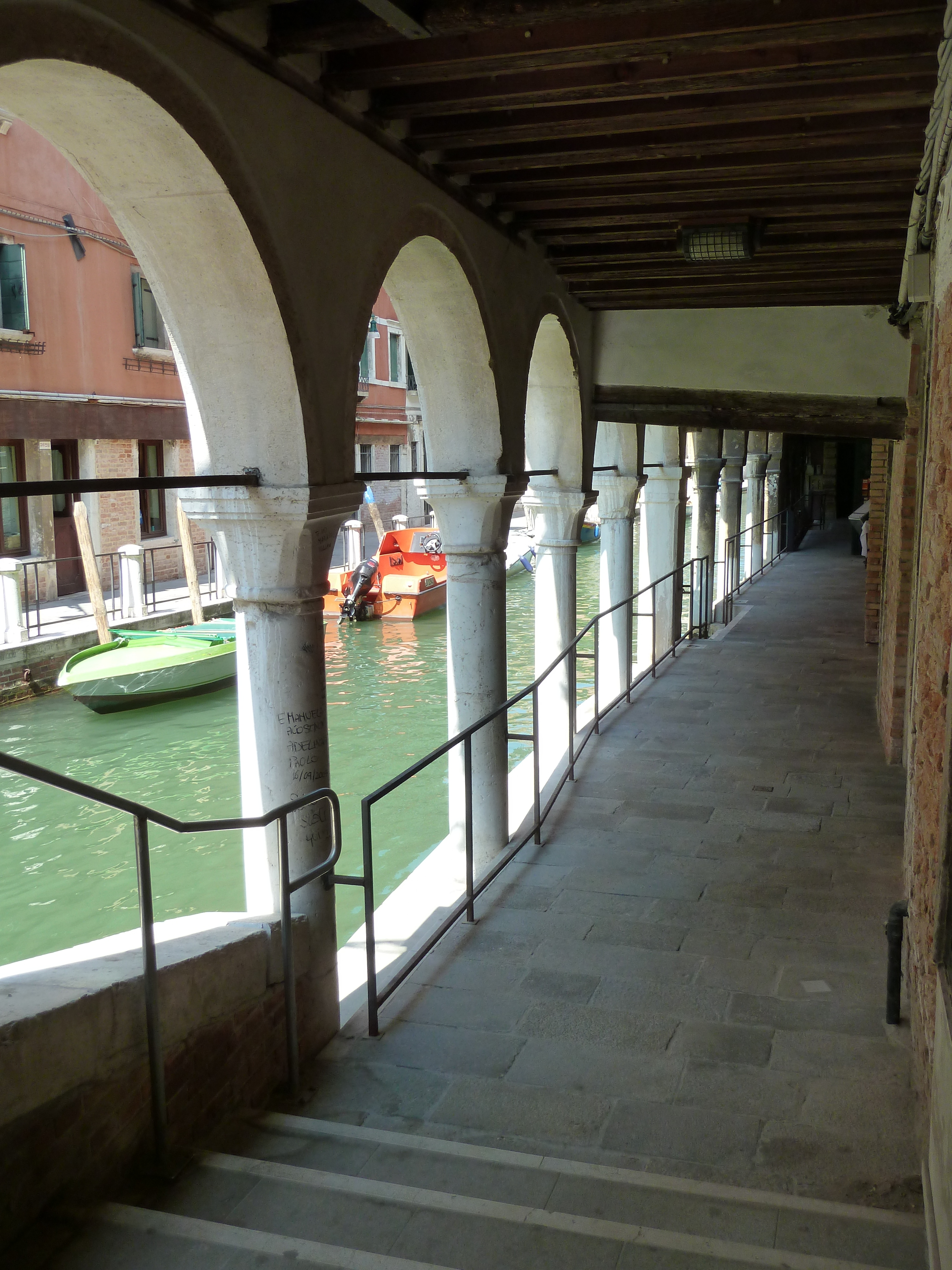
Sotoportego longeant le rio de San Felice, Cannaregio
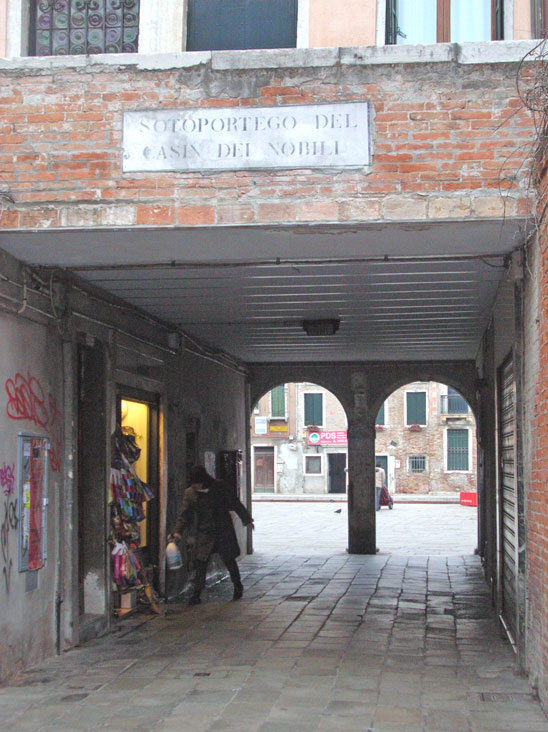
Sotoportego del casin dei Nobili (campo San Barnaba, Dorsoduro)
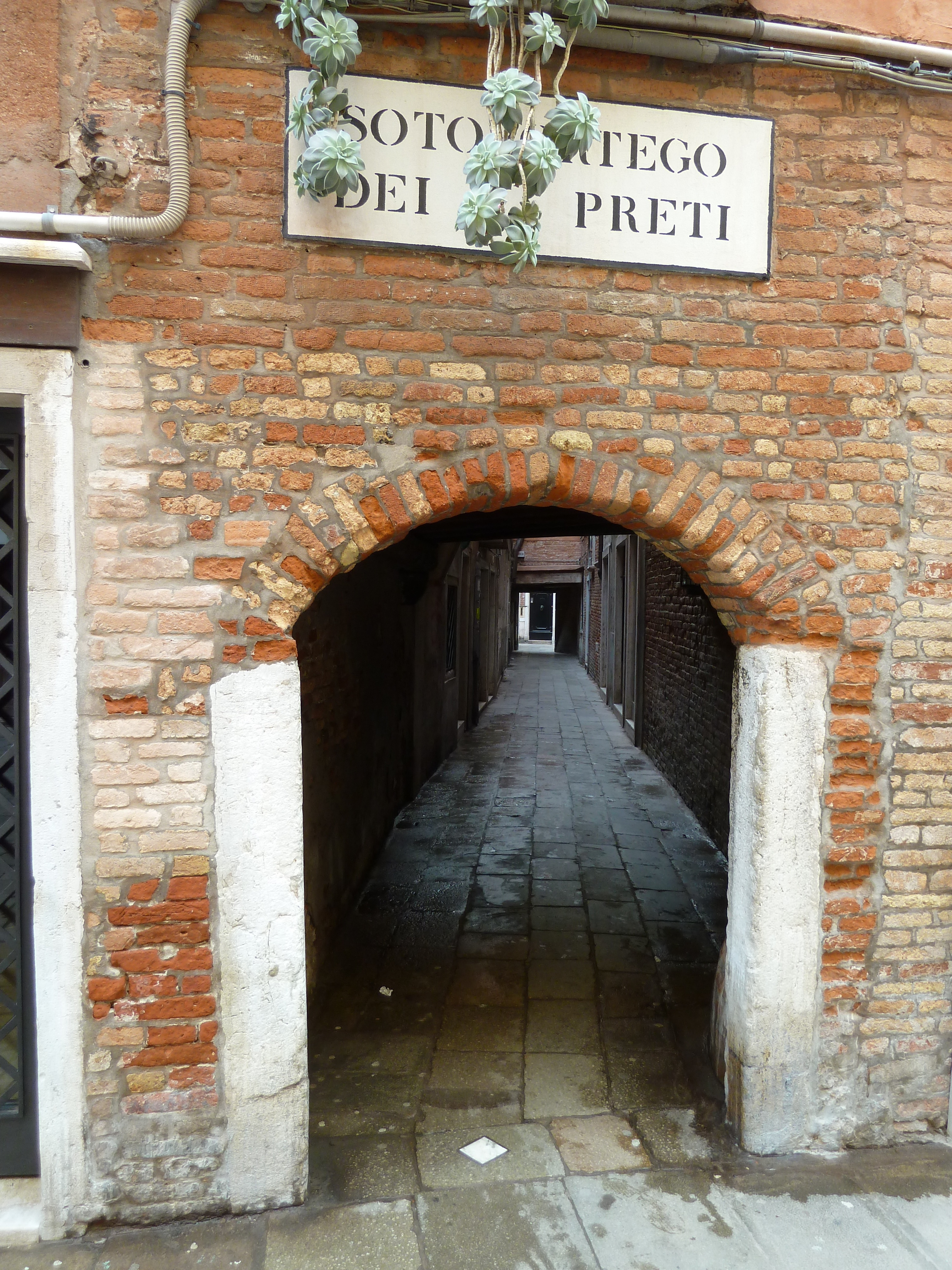
Sotoportego dei preti, Castello
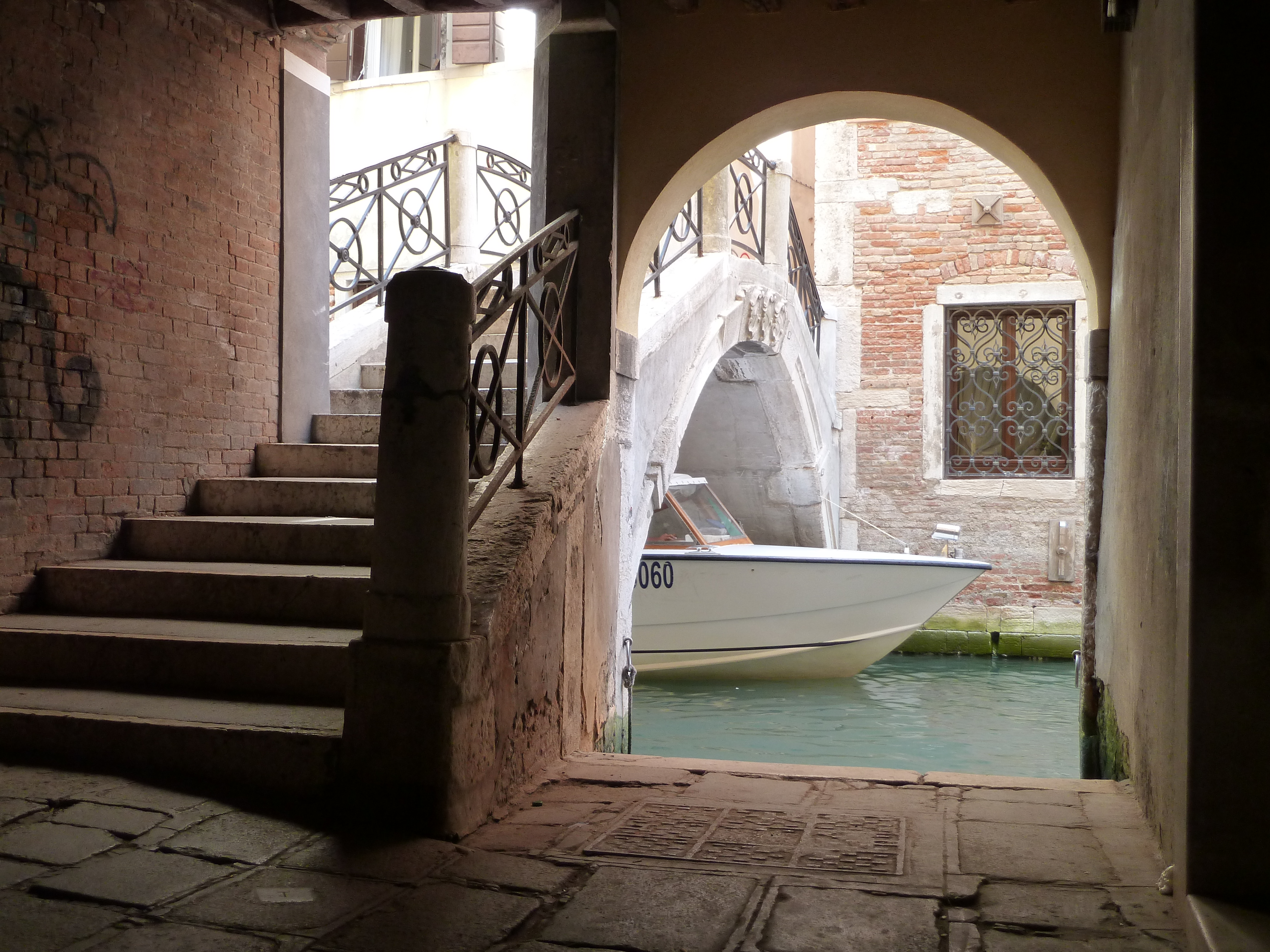
sotoportego delle Colonne, San Marco
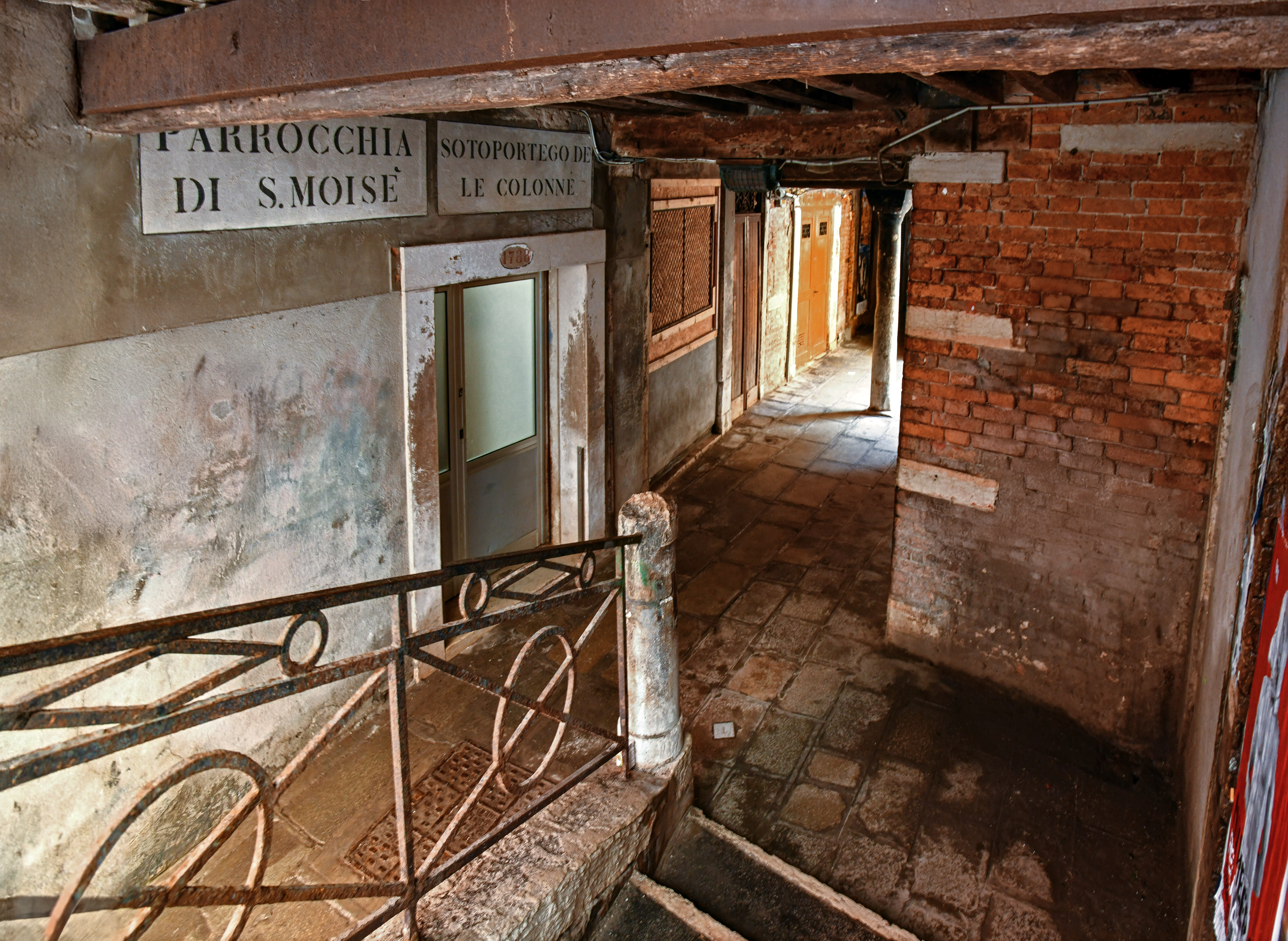
Le Sotoportego delle Colonne vu depuis le pont de le Colonne, San Marco